# Копальні у Тумайрат
Копальні у Тумайрат – комплекс гірничодобувних майданчиків, що знаходиться на півдні Оману в районі селища Тумайрат.
Дещо південніше від Тумайрат відкрили величезні поклади гіпсу, розробка яких почалась у 2006 році та ведеться відкритим способом. Розташовані тут копальні належать більш ніж десятку різних компаній, при цьому спілка Salalah International Gypsum (SIG) об’єднує більшість з них – Emaar Mining, Global Mining, Gulf Mining & Rock Blasting, Kunooz Gypsum, Dhofar Mining, Ashapura Dhofar Resources, Global Development Trading & Contracting, Al Majad Al Ahlia Investment and Mining Company, Desert Enterprises Trading & Contracting. Річна потужність копалень учасників SIG становить 17 млн тон, втім, існують також великі виробники, що не входять до спілки, наприклад компанія Oman industries Gypsum, яка почала видобуток в 2015-му та має потужність у 3 млн тон на рік.
Абсолютну більшість видобутого гіпсу відправляють на експорт через розташований за вісім десятків кілометрів порт Салала. В 2023-му учасники SIG експортували 7,5 мон тон, інші виробники – ще 2,9 млн тон. Такі обсяги дозволили Оману в 2017-му стати провідним експортером гіпсу в світі, випередивши при цьому Таїланд, де видобуток падає на тлі вичерпання запасів.
Втім, певні обсяги гіпсу можуть споживатись всередині Оману. Наприклад, компанія Zawawi Gypsum, що почала видобуток в 2013-му, невдовзі також запустила у Салалі виробництво гіпсокартону.